# Die eiserne Mauer (Essay)
Die eiserne Mauer (Wir und die Araber) (engl. The Iron Wall (We and the Arabs)) ist ein Essay Ze'ev Jabotinskys, der erstmals am 4. November 1923 in „Rasswet“, einer im Exil erscheinenden zionistischen Zeitschrift, auf Russisch veröffentlicht wurde.
Ihm folgte in derselben Zeitung am 11. November 1923 ein ergänzender Essay namens Die Ethik der eisernen Mauer.
Eine englische Übersetzung The Iron Wall erschien zum Beispiel im Jewish Herald (Südafrika) am 26. November 1937, die Übersetzung des Folgeartikels The Ethics of the Iron Wall in The Jewish Standard am 5. September 1941.
Jabotinsky verfasste den Aufsatz, nachdem der Britische Kolonialminister Winston Churchill im ersten britischen Weißbuch vom 3. Juni 1922 Transjordanien dem jüdischen Anspruch entzogen und Siedlungen auf dem östlichen Ufer des Jordan verboten hatte. 1923 gründete Jabotinsky als Reaktion auf die britische Palästinapolitik die revisionistische Jugendorganisation Betar, im April 1925 die Partei des Revisionistischen Zionismus (Brit HaTzionim HaRevizionistim/Hatzoar), auch um den Anspruch auf Transjordanien aufrechtzuerhalten.

## Inhalt
Jabotinsky ging von zwei Prinzipien aus:
- Die Vertreibung der Araber ist unmöglich. Es wird also immer zwei Nationen in Palästina geben.
- Als Mitbegründer des Helsingfors-Programms[10] geht er von den nationalen Rechten aller Nationalitäten aus, die in einem Staat leben. Grundlage ist die Gleichheit der Rechte.

Seine Auffassung war, dass die Araber Palästinas niemals freiwillig eine jüdische Mehrheitsbevölkerung in Palästina akzeptieren würden und dass für die Übernahme des Landes keine „Gegenleistung“ möglich sei. Daher müsse entweder die zionistische Kolonisierung aufhören oder ohne Rücksicht auf die einheimische Bevölkerung vorangehen.
"Zionist colonisation must either stop, or else proceed regardless of the native population. Which means that it can proceed and develop only under the protection of a power that is independent of the native population – behind an iron wall, which the native population cannot breach."
„Die zionistische Kolonisierung muss entweder aufhören oder ohne Rücksicht auf die einheimische Bevölkerung vorangehen. Dies bedeutet, dass sie nur unter dem Schutz einer Macht voranschreiten und sich entwickeln kann, die unabhängig von der angestammten Bevölkerung ist – hinter einer eisernen Mauer, die die einheimische Bevölkerung nicht durchbrechen kann.“
Er betrachtete die Araber als Nation, aber als „kulturell 500 Jahre hinter uns zurückgeblieben, sie haben weder unsere Ausdauer noch unsere Entschlossenheit“ und verglich die jüdischen Siedler mit den Siedlern in Nordamerika im Kampf gegen die Indianer und mit den Spaniern in Mexiko im Kampf gegen die Azteken. Die Ablehnung von Siedlern durch die Urbevölkerung und die Zurückweisung der Aussicht, im eigenen Land zur Minderheit zu werden, hielt er für grundsätzlich gegeben und nicht durch Verhandlungen zu überwinden. Kolonisierung habe in keinem Beispiel der Geschichte mit der Zustimmung der Ureinwohner stattgefunden.
Die Bemühungen um Verständigung und Kompromiss, um einen Ausgleich der Interessen durch Angebote der israelischen Seite hält er für lächerlich und verlogen. Sie unterschätzten außerdem die arabische Nation.
Die einzige Lösung, Frieden und einen jüdischen Staat in Israel zu erreichen, meinte er, bestehe darin, dass die Juden zunächst einen starken jüdischen Staat gründeten, der schließlich die Araber dazu zwingen würde, ihre „extremistischen Führer fallenzulassen, deren Parole 'Niemals!' sei und die Führung den gemäßigten Kräften zu übergeben, die sich uns mit dem Vorschlag nähern werden, dass wir beide gegenseitig Zugeständnisse machen.“ ("drop their extremist leaders, whose watchword is ‘never!’ and pass the leadership to the moderate groups, who will approach us with a proposal that we should both agree to mutual concessions.") Diese Vorschläge zugunsten von Kompromissen würden praktische Fragen betreffen wie Garantien gegen Vertreibung, rechtliche Gleichstellung und nationale Autonomie.

## Helsingfors-Programm
Die 3. Konferenz der russischen Zionisten fand im Dezember 1906 in Helsinki statt. Das befürwortete Programm enthielt neben der „Gegenwartsarbeit“, der Stärkung des Zusammenhalts des Judentums in der Diaspora als zentrale Zielsetzung die Förderung der Demokratie in Russland mit einer Anerkennung der Autonomie-Rechte aller nationalen Minderheiten. In diesem Zusammenhang strebte man für Juden in Russland unter anderem die offizielle Anerkennung ihrer Sprachen an, den Sabbat und die „Anerkennung des jüdischen Volkes in Russland als einzelne politische Entität mit dem Recht sich in Fragen der nationalen Kultur selbst zu verwalten“.

## Die Ethik der eisernen Mauer
Am 11. November 1923, eine Woche nach der Veröffentlichung des Essays folgte als Ergänzung „Die Ethik der eisernen Mauer“ ("The Ethics of the Iron Wall"). Avi Shlaim interpretiert diese Schrift als Reaktion auf die Kritik moderater Zionisten an Jabotinskys Ausführungen.
Hierin argumentierte er, der Zionismus sei moralisch und gerecht ("moral and just"), weil er sich zur nationalen Selbstbestimmung als heiligem Prinzip bekenne, das auch die Araber ausüben dürfen.

Der Anspruch der Juden auf einen Teil des Landes von Arabern sei gerecht.
"It is an act of simple justice to alienate part of their land from those nations who are numbered among the great landowners of the world, in order to provide a place of refuge for a homeless, wandering people. And if such a big landowning nation resists which is perfectly natural – it must be made to comply by compulsion. Justice that is enforced does not cease to be justice. This is the only Arab policy that we shall find possible. As for an agreement, we shall have time to discuss that later."
Es ist ein Akt einfacher Gerechtigkeit, denjenigen Nationen ein Teil ihres Landes zu entfremden, die zu den großen Landbesitzern der Welt gehören, um einem heimatlosen wandernden Volk eine Zufluchtsort zu geben. Und wenn ein solches großes, Land besitzendes Volk sich widersetzt, was ganz und gar normal ist – muss es mit Zwang dazu gebracht werden, zuzustimmen. Gerechtigkeit, die mit Zwang durchgesetzt wird, hört nicht auf Gerechtigkeit zu sein. Dies ist die einzige Politik gegenüber den Araber, die wir für möglich halten. Was Verträge betrifft, werden wir später Zeit haben, darüber zu diskutieren.
Er führte aus, bei der dünnen Besiedlungsdichte hätten Araber kein Recht, von Juden zu verlangen, auf ein eigenes Land zu verzichten, dies sei eine Rechtsvorstellung von Kannibalen im Vergleich zum Recht des Verhungernden.
Die Annahme, man könnte die israelischen Ziele durch Kompromisse mit den Arabern erreichen, bezeichnete er als „idiotisch“. Keine Nation würde sich durch Kompromisse etwas wegnehmen lassen, was ihrer Meinung nach allein ihr gehöre.

## Rezeption
Der Historiker Avi Shlaim, der zu den so genannten neuen israelischen Historikern gehört, kritisierte 1999, der Artikel, der zur „Bibel der Revisionisten“ geworden sei, würde meist missverstanden, von Gegnern des Zionismus ebenso wie von Vertretern des Revisionismus selbst. Jabotinskys Ausführungen zur „eisernen Mauer“ seien auf die damalige Situation bezogen zu verstehen. Langfristiges Ziel, so zeige ein genaues Verständnis des Artikels, sei für Jabotinsky die politische Autonomie der Araber innerhalb eines jüdischen Staates gewesen. Er habe in den Texten die palästinensischen Araber als Nation verstanden, entsprechend habe er ihren Anspruch auf einige, wenn auch begrenzte nationale Rechte (some national rights, albeit limited ones) anerkannt, nicht nur auf individuelle Rechte.
Ian Lustick stellte 2007 in seiner Analyse dar, die Hauptaussagen der Analyse Jabotinskys seien rasch über das ganze Spektrum politischer Meinungen hinweg akzeptiert worden, von Jabotinsky bis David Ben-Gurion, von Berl Katznelson bis Menachem Begin und von Chaim Arlosoroff bis Chaim Weizmann. Er verwies zur Begründung auf die Darstellungen von Arthur Ruppin, Moshe Dayans Zustimmung zu Ruppins Unterstützung der Politik der Eisernen Mauer, vertrauliche Mitteilungen  aus dem Jahre 1932 an Chaim Arlosoroffs an Chaim Weizman. Zur Übereinstimmung von Ben-Gurion und Jabotinsky in der arabischen Frage verwies er auf Anita Shapiras historische Darstellung.
Ian Lustick analysierte in einem Aufsatz von 1998 frühe Äußerungen zionistischer Politiker und versuchte aufzuzeigen, dass die arabische Frage ihnen – entgegen der üblichen Darstellungen – von Anfang an in ihrer Reichweite klar war. Als deutlichstes und erhellendstes Zeugnis dafür erschienen ihm die Artikel Jabotinskys. Die üblichen Deutungen, in schroffer Ablehnung wie in verständnisvoller Verteidigung der Ablehnung von Kompromisslösungen, lehnte Lustick als polemisch ab. Jabotinsky habe sich offen und ehrlich dem Hauptproblem der Staatsgründung gestellt und zum Ausdruck gebracht, was dann bis in die späten 80er Jahre das Grundprinzip (rationale) der israelischen Politik werden sollte.

Lustick attestiert der Sicht Jabotinskys, das genaue Spiegelbild der israelischen Haltung zu sein:
Indeed, it is precisely in its mixture of insight and blindness, of shrewdness and naiveté about how politics works, that this article mirrors the reality of Zionist Arab policy, of the substantial effectiveness of that policy, and yet of its tragic incompleteness.
Tatsächlich ist es genau seine Mischung aus Einsicht und Blindheit, Scharfsinn und Naivität hinsichtlich der Art und Weise wie Politik funktioniert, mit der dieser Artikel die Wirklichkeit der zionistischen Politik gegenüber den Arabern widerspiegelt, der beträchtlichen Wirksamkeit dieser Politik, und doch auch ihrer tragischen Unvollständigkeit.
Lustick untersuchte die inhärente Logik der Strategie Jabotinskys und kam zu dem Schluss, die ersten drei Schritte der Strategie (Aufbau einer rechtlichen und militärischen Mauer, Verteidigung der Mauer, schmerzhafte Niederlagen des Gegners) seien umgesetzt worden, beim vierten Schritt, Verhandlungsbereitschaft gegenüber moderaten Kräften, zum Beispiel nach dem Sechstagekrieg, sei Israel stattdessen dem Ziel gefolgt, weitere Gebiete zu beanspruchen. Verhandlungsangebote der Araber seien ausgeschlagen worden. Damit sei Israel von der ursprünglichen Position der Durchsetzung klarer und minimaler Forderungen abgewichen und habe sich zu einer Politik der Maximalforderungen aufgrund der vermeintlichen Überlegenheit entwickelt, die Jabotinskys Strategie gegenüber konträr gewesen sei. Ab 1977 hätten sich diese Ziele offen gezeigt.
Uriel Abuloff stellte 2014 dar, die Zweite Intifada habe die Strategie der Eisernen Mauer als gescheitert erwiesen, deren Erfolg man im Friedensprozess der 90er Jahre für gesichert gehalten hatte.
Christopher Hitchens interpretierte 1998 die Außenpolitik Netanjahus als Fortsetzung der kolonialistischen Vorstellungen Jabotinskys. Auch in der extremen Rechten Frankreichs werden die Artikel als Offenbarung der eigentlichen politischen Ziele Israels betrachtet, wie der selbst der rechten Szene angehörige Emmanuel Gatier darlegt.

## Andere Verwendung des Ausdrucks „eiserne Mauern“
Im Aristeasbrief wird der Ausdruck Mauern aus Eisen gebraucht, um die Trennung der Juden von den anderen Völkern und Religionen metaphorisch darzustellen: „Unser Gesetzgeber, der ein weiser Mann war und von Gott mit der besonderen Begabung versehen, alle Dinge zu verstehen, sah jede Einzelheit mit einem allumfassenden Blick und umgab uns mit uneinnehmbaren Wällen und Mauern aus Eisen, damit wir uns nicht mit den anderen Völkern vermischen, sondern rein an Leib und Seele bleiben, frei von allen leeren Einbildungen, in der Verehrung des einen allmächtigen Gottes über der gesamten Schöpfung.“